# Calling Rastafari
Calling Rastafari è un album del cantante reggae giamaicano Burning Spear, pubblicato dalla Heartbeat nel 1999, il disco fu registrato al Grove Music Studio di Ocho Rios, Giamaica.
L'album vinse il Grammy Award (edizione del 2000) come Best Reggae Album.

## Tracce
Testi e musiche di Burning Spear (Winston Rodney)
1. As It Is – 4:49
2. Hallelujah (Extended Mix) – 6:30
3. House of Reggae – 4:36
4. Let's Move – 4:38
5. Brighten My Vision – 4:44
6. You Want Me To – 4:58
7. Calling Rastafari – 3:46
8. Sons of He (Extended Mix) – 5:50
9. Statue of Liberty – 3:35
10. Own Security – 4:23
11. Holy Man (Extended Mix) – 5:44

## Musicisti
- Winston Rodney (Burning Spear) - voce, arrangiamenti, chitarra (gut strings), percussioni
- Ian Coleman - chitarra (gut strings), armonie vocali
- Lesline Kidd - chitarra (gut strings), armonie vocali
- Num-Heru-Ur Shutef - chitarra (gut strings), percussioni, armonie vocali
- Rochell Bradshaw - chitarra (gut strings), armonie vocali
- Carol Nelson - chitarra (gut strings), armonie vocali
- Wayne Arnold - chitarra
- Stephen Stewart - tastiere
- Clyde Cumming - sassofono alto
- Howard Messam - sassofono
- Chico Chin - tromba
- James Smith - tromba
- Micah Robinson - trombone
- Chris Meredith - basso
- Shawn Mark Dawson - batteria
- Uziah Sticky Thompson - percussioni